# Paxten Aaronson
Paxten Reid Aaronson (Medford, 26 augustus 2003) is een Amerikaans profvoetballer die bij voorkeur als middenvelder speelt. Hij maakte in januari 2023 de overstap van Philadelphia Union naar Eintracht Frankfurt, dat hem in het seizoen 2024/25 verhuurde aan FC Utrecht. Hij maakte in 2023 zijn debuut als international van het Amerikaans voetbalelftal. Hij is een broer van Brenden Aaronson.

## Clubcarrière

### Philadelphia Union
Aaronson speelde in de jeugd bij Philadelphia Union en maakte daarop 31 mei 2021 tegen Portland Timbers zijn debuut. Op 9 augustus scoorde hij tegen New England Revolution zijn eerste doelpunt in het profvoetbal. Hij speelde in totaal twee seizoenen voor het eerste elftal van Philadelphia Union en kwam daarin tot vier goals in 41 wedstrijden.

### Eintracht Frankfurt
In januari 2023 tekende Aaronson voor vijfenhalf seizoen bij Eintracht Frankfurt, dat zo'n 4 miljoen dollar voor hem betaalde. Op 19 maart maakte Aaronson als invaller zijn debuut voor Eintracht in de competitiewedstrijd tegen Union Berlin. Na een jaar waarin hij vooral als invaller aan bod kwam, mocht hij de winter op huurbasis aan meer speelminuten komen.

### Vitesse
Op 31 januari 2024 huurde Vitesse Aaronson voor de rest van het seizoen van Eintracht Frankfurt. De Arnhemse club had hem hard nodig in de strijd tegen degradatie. Hij maakte op 10 februari tegen Heracles Almelo zijn debuut voor Vitesse. Twee weken later scoorde hij in een 2-1 overwinning op Excelsior zijn eerste doelpunt voor Vitesse. Hoewel hij slechts veertien competitiewedstrijden meedeed, werd hij achter Marco van Ginkel de tweede clubtopscorer van Vitesse, met vier goals. Daarnaast werd hij na het seizoen 2023/24 door de supporters verkozen tot Vitesse-speler van het jaar. Toch kon hij, mede door achttien punten aftrek, niet voorkomen dat Vitesse dat seizoen degradeerde. Vervolgens keerde hij terug bij Eintracht. 

### FC Utrecht
Na een prima seizoen bij Vitesse, besloot FC Utrecht om de Amerikaan in het seizoen 2024/25 een jaar te huren van Eintracht Frankfurt. Hij miste een groot deel van de voorbereiding omdat hij met de Verenigde Staten meeging naar de Olympische Zomerspelen 2024, waar het de kwartfinale haalde. Vervolgens maakte Aaronson op 11 augustus in de openingswedstrijd tegen PEC Zwolle zijn debuut als linksbuiten. 
Zijn tijd bij Utrecht draaide uit op een succes in november 2024 won hij de prijs Johan Cruijff Talent van de Maand. Dit kwam doordat hij in deze maand de meeste tackles had gemaakt en het vaakst de bal had veroverd van iedereen in de eredivisie. Ook wist hij 2 keer te scoren en 1 assist af te leveren. Aan het eind van het seizoen werd hij ook genomineerd voor Talent van het Jaar in de eredivisie samen met Jakob Breum, Givairo Read, Jorrel Hato en Luciano Valente.

## Clubstatistieken
| Seizoen | Club                | Competitie | Competitie | Competitie | Beker | Beker | Internationaal | Internationaal | Totaal | Totaal |
| Seizoen | Club                | Competitie | Wed.       | Dlp.       | Wed.  | Dlp.  | Wed.           | Dlp.           | Wed.   | Dlp.   |
| ------- | ------------------- | ---------- | ---------- | ---------- | ----- | ----- | -------------- | -------------- | ------ | ------ |
| 2021    | Philadelphia Union  | MLS        | 15         | 3          | 0     | 0     | 1              | 0              | 16     | 3      |
| 2022    | Philadelphia Union  | MLS        | 24         | 1          | 1     | 0     | —              | —              | 25     | 1      |
| 2022/23 | Eintracht Frankfurt | Bundesliga | 7          | 0          | 1     | 0     | —              | —              | 8      | 0      |
| 2023/24 | Eintracht Frankfurt | Bundesliga | 7          | 0          | 1     | 0     | 6              | 0              | 14     | 0      |
| 2023/24 | → Vitesse           | Eredivisie | 14         | 4          | 0     | 0     | —              | —              | 14     | 4      |
| 2024/25 | → FC Utrecht        | Eredivisie | 30         | 7          | 4     | 1     | —              | —              | 34     | 8      |
| Totaal  | Totaal              | Totaal     | 97         | 15         | 7     | 1     | 7              | 0              | 92     | 12     |

Bijgewerkt op 26 april 2025

## Interlandcarrière
Aaronson speelde voor de jeugdelftallen onder 20 en onder 23 en maakte in 29 januari 2023 zijn debuut als international van de Verenigde Staten tegen Colombia. In de zomer van 2024 maakte hij deel uit van het Olympisch voetbalteam op de Olympische Zomerspelen 2024. Daarin startte hij alle vier de wedstrijden en werd het uitgeschakeld in de kwartfinale tegen Marokko.

## Prijzen
| Prijs                                          | Aantal | Periode       | Club       |
| ---------------------------------------------- | ------ | ------------- | ---------- |
| Johan Cruijff talent van de Maand (Eredivisie) | 1x     | November 2024 | FC Utrecht |